# Rotokas
Rotokas is een taal die gesproken wordt door de inwoners van het eiland Bougainville in de Grote Oceaan. Het behoort tot de Noord-Bougainvilletalen. Een bron uit 1981 vermeldt als aantal sprekers 4320.
Er bestaan drie dialecten van het Rotokas: het Centraal Rotokas, Aita Rotokas en het Pipipaia. Het Centraal Rotokas staat bekend als de taal met het kortste alfabet ter wereld. Het kent twaalf letters: zeven medeklinkers en vijf klinkers: a, e, g, i, k, o, p, r, s, t, u en v. Bij het Aita Rotokas en Pipipaia is het aantal fonemen wel groter.

## Voorbeeld
"Osireitoarei avukava iava ururupavira toupasiveira."
"De ogen van de oude vrouw zijn gesloten."